# Irving Kenneth Zola
Irving Kenneth Zola (* 1935; † 1994) war ein US-amerikanischer Aktivist und Autor im Bereich Medizinsoziologie und der Behindertenbewegung. 

## Leben und Wirken
Er war eines der Gründungsmitglieder  der Society of Disability Studies und der erste Herausgeber des Disability Studies Quarterly. Er war auch eines der Gründungsmitglieder und Berater des Boston Self-Help Center.
Sein bekanntestes Buch, das zuerst 1982 erschien, ist Missing Pieces: A Chronicle of Living With a Disability.
Die Dr. Irving Kenneth Zola Collection, eine Sammlung mit den meisten von Zola's Werken, befindet sich in der Samuel Gridley Howe Library an der  Brandeis University in Waltham, Massachusetts. Zola hatte seit 1963 an der Brandeis University unterrichtet.

## Schriften (Auswahl)
Als Autor
- „Medicine as an institution of social control“ in: Sociological Review 1972:4:487–504.
- Missing Pieces: A Chronicle of Living With a Disability, 1982, Neuausgabe: Temple University Press, 2003, ISBN 1592132448
- Socio-medical inquiries : recollections, reflections, and reconsiderations, Philadelphia : Temple University Press, 1983.

Als Herausgeber
- Ordinary lives : voices of disability & disease, Cambridge [Mass.] : Apple-wood Books, 1982